# جورج أولنبيك
جورج يوجين أولنبيك (بالهولندية: George Eugène Uhlenbeck)‏ (6 ديسمبر، 1900، باتافيا (جاكرتا ، إندونيسيا حاليا)- أكتوبر 31، 1988، بولدر، كولورادو) هو عالم فيزياء نظرية هولندي وأمريكي.

## الوفاة
تقاعد في عام 1971، لكنه واصل نشاطه من الناحية العلمية حتى أوائل الثمانينات.توفي في 31 أكتوبر من عام 1988، في مدينة بولدر بكولورادو وبلغ من العمر 87 عامًا.